# Campo Viejo
Campo Viejo är en ort i Mexiko.   Den ligger i kommunen Tempoal och delstaten Veracruz, i den sydöstra delen av landet, 240 km norr om huvudstaden Mexico City. Campo Viejo ligger 67 meter över havet och antalet invånare är 211.
Terrängen runt Campo Viejo är platt. Runt Campo Viejo är det ganska tätbefolkat, med 72 invånare per kvadratkilometer. Närmaste större samhälle är Tantoyuca, 14,5 km sydost om Campo Viejo. Trakten runt Campo Viejo består till största delen av jordbruksmark.